# Allerheiligst Hart van Jezuskerk (Etten-Leur)
De Allerheiligst Hart van Jezuskerk was een katholiek kerkgebouw in de tot de Noord-Brabantse gemeente Etten-Leur behorende plaats Etten, gelegen aan Kerkwerve 2.
In 1954 werd een nieuwe parochie opgericht in het zich snel uitbreidende Etten en wel in de wijk Banakkers. De in traditionalistische stijl vormgegeven kerk werd gebouwd in 1957. Het is een sobere bakstenen driebeukige kruiskerk met zware vieringtoren, welke op vroegchristelijke en romaanse voorbeelden is gebaseerd. Architect was W.J. Bunnik. Deze kerk is in 2012 afgebroken.